# Cercyonis oetus
Cercyonis oetus is een vlinder uit de onderfamilie Satyrinae van de familie Nymphalidae.
De spanwijdte bedraagt 32 tot 45 millimeter. De vleugels zijn bruin met weinig tekening, de franje is geblokt. Op de voorvleugel bevinden zich aan de bovenzijde bij het mannetje één en bij het vrouwtje twee oogvlekken. Op de onderzijde van de voorvleugel bevinden zich twee oogvlekken waarvan de bovenste groter is en verder van de vleugelrand afstaat.
De soort gebruikt grassen als waardplanten, niet bekend is welke grassen precies. De rups overwintert in het eerste stadium zonder te hebben gegeten. De imago is te vinden van juni tot augustus in één jaarlijkse generatie.
Cercyonis oetus komt voor in het oosten van Noord-Amerika.